# Incident d'Hollinwell
L'incident de Hollinwell est un événement inexpliqué survenu en juillet 1980, lorsqu'environ 300 enfants ont subi des évanouissements, des nausées et d'autres symptômes. L'incident s'est produit au Hollinwell Showground à Kirkby-in-Ashfield, dans le Nottinghamshire, en Angleterre, et la cause exacte n'a jamais été déterminée. Les deux principales théories reposent sur l'hystérie collective et l'utilisation de pesticides dans les champs voisins.

## Contexte
En 1980, le Hollinwell Show, un événement annuel au Hollinwell Showground, près de Kirkby-in-Ashfield, a eu lieu le dimanche 13 juillet. Dans le cadre de l'événement, la Forest League of Juvenile Jazz Bands décide d'organiser un spectacle caritatif, création d'un concours Junior Brass and Marching Band, avec des participants venant de tous les Midlands de l'Est. Environ 500 enfants de onze fanfares étaient présents, issus d'un rayon de 65 km. Le spectacle devant commencer à 9 h du matin, beaucoup d'enfants étaient fatigués de leur voyage et nerveux à l'idée de jouer en public.

## Déroulement
Vers 10 h 30, certains enfants ont commencé à s'effondrer sans aucune explication apparente et l'évanouissement semblait être contagieux. Les enfants ont commencé à « [tomber] comme des quilles de bowling » selon un témoin et bientôt le nombre d'enfants malades a atteint des centaines. Les symptômes comprenaient également des vomissements, des douleurs oculaires, des maux de gorge et des vertiges,. Une jeune fille a décrit ses symptômes : « mes bras et mes jambes étaient comme s'ils n'avaient pas d'os et j'avais mal à la tête. »
Le nombre estimé de victimes était d'environ 300, dont des enfants, des adultes et des bébés,, et 259 personnes ont été admises dans quatre hôpitaux voisins, dont le Queen's Medical Center à Nottingham, où neuf enfants sont restés sous surveillance pendant la nuit,. Une enquête du Fortean Times a rapporté que plusieurs chevaux étaient également tombés malades, mais admet que tout lien avec l'incident est une conjecture.

## Cause
La cause exacte de ces pathologies est toujours incertaine. Les premières enquêtes menées par le Ashfield District Council ont déterminé diverses causes possibles, notamment le contact avec une eau polluée, l'intoxication alimentaire, l'épandage de produits phytosanitaires dans les champs voisins et même les ondes radio (par exemple à haute fréquence), ou une arme à énergie dirigée. L'utilisation de pesticides est devenue l'explication privilégiée dans un épisode de 2003 de l'émission d'actualité Inside Out, diffusée sur la BBC, qui faisait état de l'utilisation locale d'un pesticide, le tridémorphe,.
Interdit par le gouvernement britannique en 2000, le tridémorphe a été inscrit comme substance nocive par l'Organisation mondiale de la santé (OMS) dans la catégorie « modérément dangereuse ». Cependant, ces enquêtes ont eu lieu plus de 20 ans après l'événement et ne concordent pas avec les conclusions officielles,. L'enquête officielle a cependant révélé l'utilisation de Calixin, nom commercial d'un pesticide contenant du tridémorphe fabriqué par BASF, mais il n'était pas considéré comme dangereux à l'époque.
L'enquête officielle a conclu que l'hystérie collective était la cause probable, les symptômes ressentis par les enfants démontrant certaines des caractéristiques d'une telle épidémie. Les personnes présentes à l'événement étaient catégoriques quant à la réalité des symptômes qui ne semblaient pas le résultat de l'imagination ou de l'hystérie. Elles ont également exprimé leur frustration de n'avoir jamais reçu d'explication satisfaisante,. En 2003, le Conseil du district n'avait pas l'intention de rouvrir l'enquête.
Un épisode de Punt PI, diffusé sur BBC Radio 4, dans lequel Steve Punt a enquêté sur l'incident, a été diffusé le 24 août 2013. Avant l'émission, les journalistes de la radio avaient contacté le journal local de Mansfield pour demander à tous les habitants de se manifester lors de leur visite prévue dans la région le 25 juin. Ils ont également confirmé qu'un rapport officiel sur l'incident avait été produit mais qu'il n'avait pas pu être retrouvé par la suite.
Cela a été suivi d'un examen plus approfondi lors du deuxième épisode de Mystery Map sur ITV le 27 novembre 2013.
À l'occasion du 42e anniversaire de l'incident de The Fainting Field, un reporter de la BBC a donné la parole à un journaliste qui a créé un podcast racontant les événements et enquêtant sur ce qui aurait pu se passer en consultant un professeur de médecine légale de l'université de Nottingham Trent. Celui-ci a émis l'hypothèse que différents produits de nettoyage auraient pu être utilisés dans un bloc sanitaire temporaire. Lorsqu'ils sont combinés, ceux-ci pourraient avoir créé du chlore gazeux, qui peut produire des symptômes similaires à ceux observés.